# Bobina de Tesla

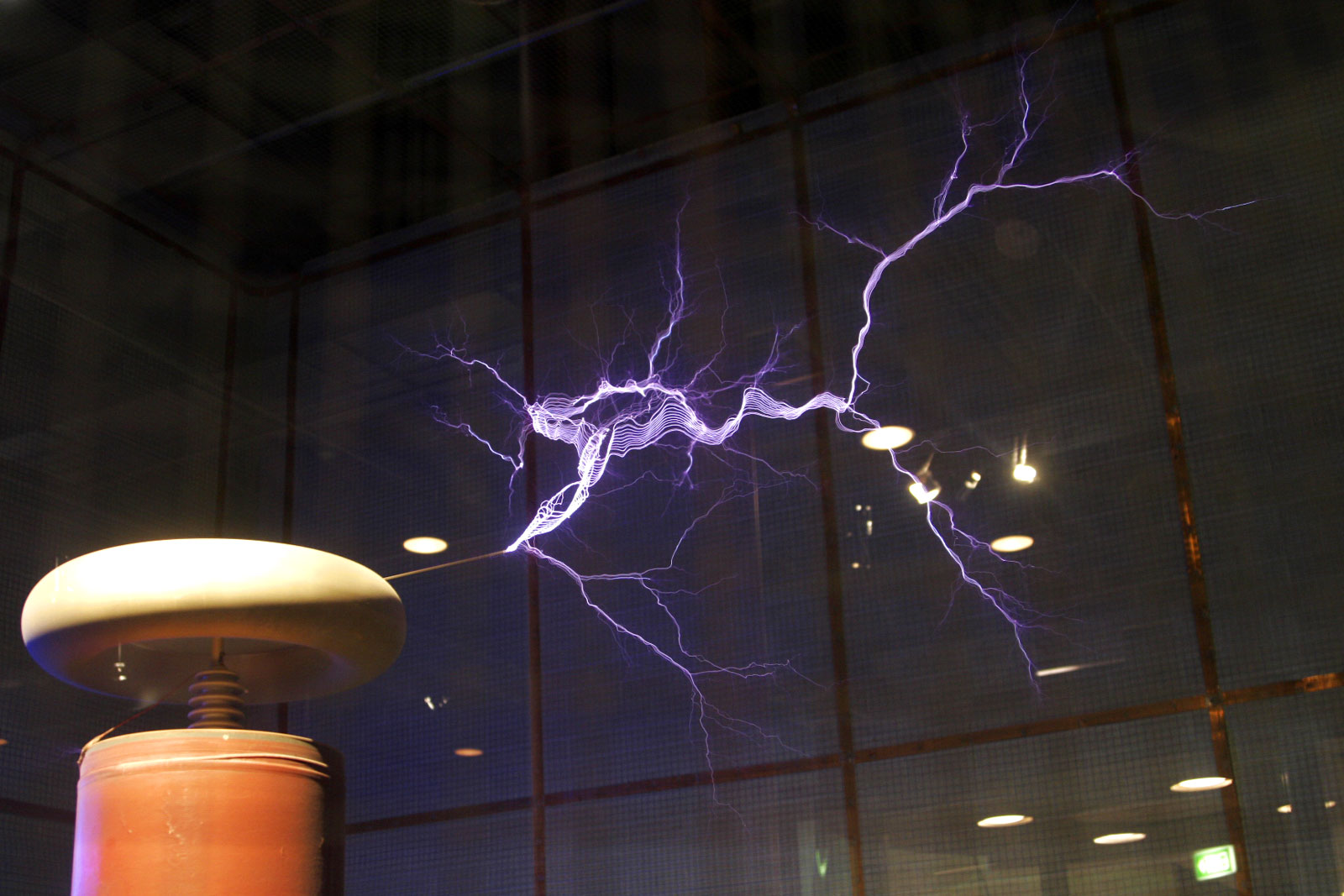
Transformador de bobines de Tesla a Questacon, Museu Nacional de Ciència d'Austràlia

Una bobina de Tesla és un circuit transformador de ressonància elèctrica dissenyat per l'inventor Nikola Tesla el 1891. S'utilitza per produir electricitat amb forma de corrent altern d'alta freqüència i d'alta tensió però de baixa intensitat. Tesla va experimentar diverses configuracions que consistien en dos, o de vegades tres, circuits elèctrics ressonants acoblats. Els transformadors Tesla en general són molt populars entre els entusiastes d'alta tensió.
Tesla va utilitzar aquests circuits per dur a terme experiments innovadors en il·luminació elèctrica, fosforescència, generació de raigs X, fenòmens de corrent altern d'alta freqüència, electroteràpia i transmissió d'energia elèctrica sense fils. Els circuits de bobina Tesla es van utilitzar comercialment en transmissors de ràdio "sparkgap" (espurna elèctrica) per a telegrafia sense fils fins de la dècada de 1920, i en equips mèdics per fer electroteràpia i dispositius de raigs violeta. Avui en dia, el seu principal ús és per a visualitzacions d'entreteniment i educació, tot i que encara es fan servir petites bobines com a detectors de fuites per als sistemes d'alt buit.

## Història

### Primers transformadors
El llibre American Electrician descriu un dels primers transformadors en els quals s'enrotllaven entre 60 i 80 voltes de cable ‘18 calibre No.18 B&S Magnet Wire ’sobre una bateria cilíndrica de vidre de 15 cm. A continuació, s'insereixen vuit a deu voltes de cable “AWG No.6 B&S” i es posa dins d'una càpsula que conté oli de llinosa o bé oli mineral.

### Bobines pertorbadores "Tesla"
A la primavera de 1891, Tesla va fer una demostració de diverses màquines a l 'Institut Americà d'Enginyers Elèctrics (AIEE) de la Universitat de Colúmbia. Després de la investigació inicial de la tensió i la freqüència de William Crookes, Tesla va dissenyar i construir una sèrie de transformadors que produïen corrents d'alta tensió i alta freqüència. Aquests primers transformadors podrien utilitzar l'acció "disruptiva" de l'interval de guspires en el seu funcionament. La configuració es podia imitar amb un transformador Ruhmkorff, dos condensadors (ara anomenats condensadors i un segon transformador disruptiu dissenyat especialment).

## Principi de funcionament

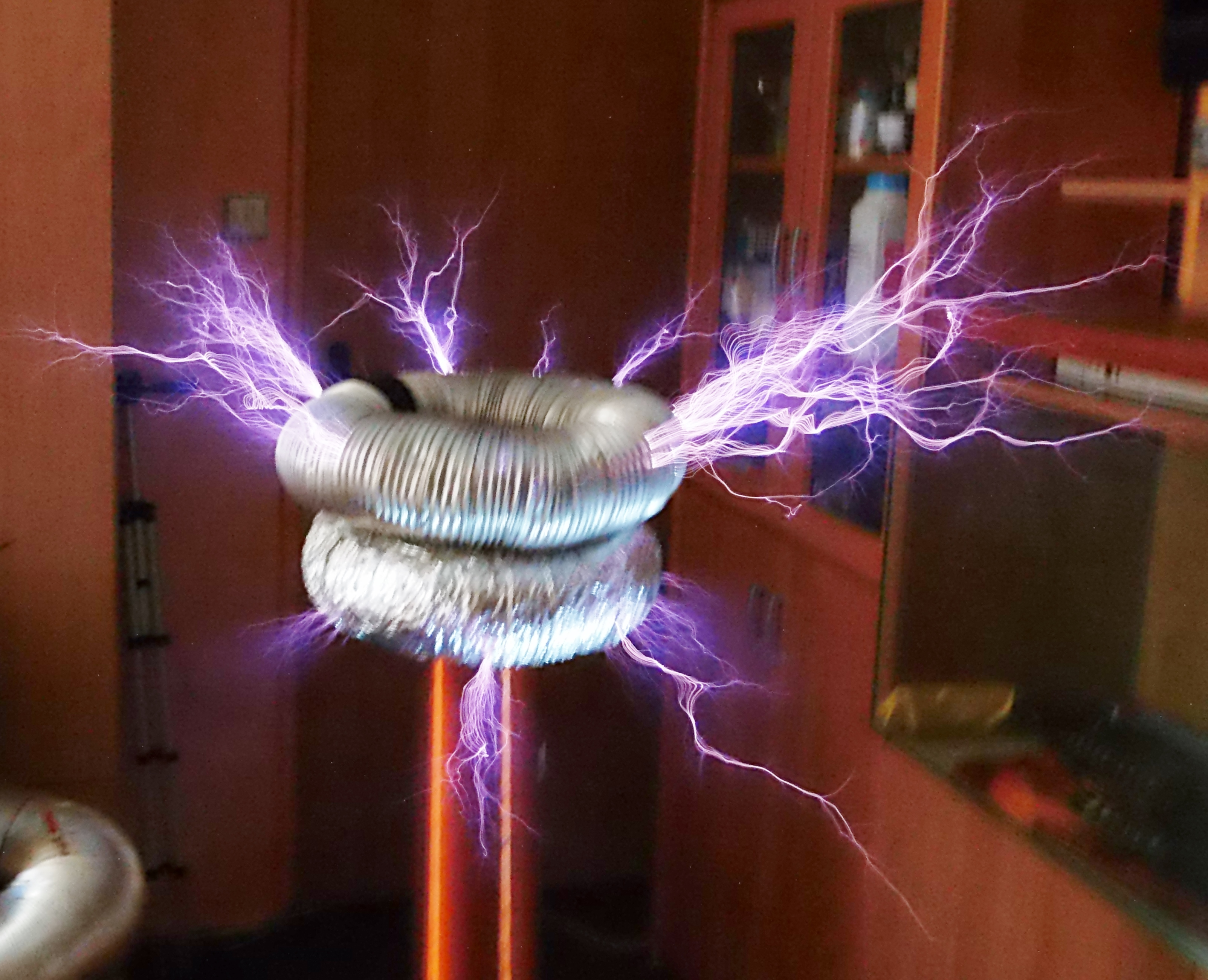
Bobina casolana de Tesla en funcionament, que mostra una descàrrega de raspall en un toroide. L'elevat camp elèctric fa que l'aire al voltant del terminal d'alta tensió es ionitzi i condueixi l'electricitat, permetent que l'electricitat es filtri a l'aire en colorits descàrregues de corona, descàrrega de raspall i arcs streamer.

Una bobina Tesla és un oscil·lador de radiofreqüència format per una bobina electromagnètica amb un nucli d'aire transformador de ressonància de doble sintonització per produir altes tensions de baixa intensitat. Els circuits originals de Tesla, així com la majoria de les bobines modernes, utilitzen un simple Spark-gp (centellejador) per excitar les oscil·lacions del transformador sintonitzat. Dissenys més sofisticats utilitzen interruptors de transistors o tiristors, o bé oscil·ladors electrònics de tubs de buit per excitar el transformador ressonant.
Les bobines Tesla poden produir tensions de sortida des de 50 kilovolts fins a diversos milions de volts per a grans bobines. La sortida de corrent altern es troba en el rang de freqüència de ràdio baixa, normalment entre 50 kHz i 1 MHz. Tot i que algunes bobines impulsades per oscil·ladors generen un corrent altern continu, la majoria de les bobines Tesla tenen una sortida a base d'impulsos; L'alta tensió consisteix en una ràpida cadena de impulsos de corrent altern en el rang de radiofreqüència.
El circuit comú d'excels de Tesla que es presenta amb espurnes, que es mostra a continuació, consta d'aquests components:
- Un transformador d'alimentació d'alta tensió (T), per augmentar la tensió de xarxa de corrent altern a una tensió prou alta com per saltar espuris. Les tensions típiques són d'entre 5 i 30 quilovolts (kV).
- Un condensador (C1) que forma un circuit afinat amb la bobinada primària L1 del transformador de Tesla
- Un buit d'espurna (SG) que actua com a commutador en el circuit primari
- La bobina Tesla (L1, L2), un transformador ressonant de doble sintonització amb nucli d'aire, que genera l'alta tensió de sortida.
- Opcionalment, un elèctrode capacitiu (càrrega superior) (E) en forma d'esfera metàl·lica llisa o un torus unit al terminal secundari de la bobina. La seva gran superfície suprimeix la fallida prematura d'aire i les descàrregues d'arc, augmentant el factor Q i la tensió de sortida..